# Теодор Сандаварин
Теодор Сандаварин или Сантаварин (на средногръцки: Θεόδωρος Σανταβαρηνός) е византийски духовник от втората половина на IX век – приближен на патриарх Фотий I Константинополски, който го прави игумен на Студийския манастир и евхаитски архиепископ (880 – 886). Изявен противник на император Лъв VI Философ, Теодор Сандаварин е строго наказан след второто отстраняване на Фотий – бичуван, ослепен и заточен в Мала Азия. В запазените сведения за него обикновено е обвиняван в магьосничество и окултизъм.

## История
За произхода и родното място на Сандаварин няма много сведения. Вероятно е родом от град Сандаварис във Фригия, на който дължи прозвището си Сандаварин. Според Никифор Григора Сандаварин произхожда от Египет, където усвоил ученията на тамошните магове и изучавал некромантия и изкуството да се призовават духове, при което на бял свят вместо душите на призованите починали хора, уподобени на тях се явявали демони от ада.
Някои изследователи допускат, че Теодор Сандаварин най-вероятно е онзи незнатен и неизвестен чародеец и магьосник Авадий, който е син на някой си Сантаварин, за когото епископ Стилиан Неокесарийски твърди в едно от посланията си до папа Стефан V от 886/887 г., че бил манихей и магьосник, който бил разкрит от властите и под заплаха от арест избягал в България, където се отрекъл от християнството.
В Хрониката на Псевдо-Симеон се споменава, че Теодор е син на манихеи и сам бил манихей, който по някое време бил осъден на смърт, но заради младостта си не бил екзекутиран, а го изпратили за превъзпитание в Студийския манастир. Там успява да стане протеже на бъдещия патриарх Фотий, който по време на първото си управление го прави игумен на манастира. Като такъв според Псевдо-Симеон Сандаварин с лошотията си успява да прогони повечето монаси от манастира. Чрез връзките си с Фотий, той успява да се свърже и с император Василий Македонец. По това време императорът жалел любимия си син Константин, който починал млад, а Сандаварин чрез магия успява да извика пред императора образа на покойния.
Когато патриарх Фотий е отстранен за първи път от катедрата, Сандаварин го съветва как чрез магия да си върне благоволението на василевса. Тъй като по това време Фотий го е определил за следващ митрополит на Патра – пост, който Сандаварин нямало как да заеме, – някои от приближените на Фотий го наричали подигравателно митрополит на нищо.
През май 879 г. Сандаварин пристига в Рим начело на пратеничество от Константинопол, което да уведоми папата за повторното избиране на Фотий за патриарх и да договори провеждането на нов църковен събор в Константинопол.. Идентификацията на Теодор Сандаварин с този пратеник на Фотий в Рим обаче се оспорва от френския изследовател Венанс Грумел.
Смятан за благочестив християнин, способен на чудеса и пророчества, Теодор Сандаварин е избран за архиепископ на Евхаита по време на второто Фотиево управление. Сандаварин обаче успява да си спечели омразата на византийския престолонаследник Лъв, когото мразел и клеветял пред баща му. След като старият император умира и на престола се възцарява Лъв Мъдри, той си отмъщава на Сандаварин, като го бичува, ослепява и заточва в Мала Азия заради отказа му да свидетелства срещу своя покровител Фотий. Много години по-късно му позволяват да се върне в Константинопол, където умира между 913 и 920 г.